# Juan Marsé
Juan Marsé, född som Juan Faneca Roca den 8 januari 1933 i Barcelona, död 18 juli 2020 i Barcelona, var en spansk romanförfattare, manusförfattare och journalist. Han är en av Spaniens mest kända författare.

## Biografi
Född 1933 i Barcelona som Juan Faneca Roca, blev han tidigt moderlös, och adopterades av familjen Marsé vars namn han tog. När han var 13 år började han arbeta som assistent till en juvelerare. Han började 1947 att publicera noveller i tidskriften Ínsula, vann pris för en av sina berättelser, och debuterade 1958 som romanförfattare med Encerrados con un solo juguete, som han fick idén till under tiden han gjorde militärtjänst. Han begav sig 1960 till Paris där han jobbade som yngre laboratorieassistent vid Pasteurinstitutet samt som översättare av film. I Paris blev han också lärare till Robert Casadesus dotter Teresa, som senare skulle ge namn till en av hans mest berömda romaner. Marsés andra roman, Esta cara de la luna, tillkom 1962 men refuserades av förlagen. Han återvände till Barcelona. Tre år senare kom hans stora genombrott, romanen Últimas tardes con Teresa, för vilken han tilldelades Biblioteca Breve-priset. I Barcelona gifte han sig med Joaquina Hoyas och skrev dialoger till filmer. De följande romanerna var inga större framgångar, men Si te dicen que caí som förbjöds av censuren i Francospanien och utgavs därför i Mexiko, tilldrog sig internationell uppmärksamhet och tilldelades Premio Internacional de Novela México. La muchacha de las bragas de oro belönades med Premio Planeta 1978. Han har sedan dess utgett flera romaner som fått flera priser, och flera romaner har filmatiserats. 2008 tilldelades Marsé det prestigefyllda Premio Miguel de Cervantes, med en prissumma på 1,3 miljoner kronor. Hans romaner är socialrealistiska och skildrar marginalisering och misär i hemtrakterna under Francoepoken. Han räknas, samman med bland andra Juan Goytisolo och Ana María Matute till den så kallade generationen 50.
Två verk finns översatt till svenska, av Peter Landelius på Wahlström & Widstrand.